# Samea samealis
Samea samealis là một loài bướm đêm trong họ Crambidae.